# デイル・セイヤー
デール・スコット・セイヤー（Dale Scott Thayer, 1980年12月17日 - ）は、アメリカ合衆国・カリフォルニア州ファウンテンバレー出身の元プロ野球選手（投手）。右投右打。

## 経歴

### プロ入り前
1999年のMLBドラフトでシカゴ・カブスから47巡目（全体1404位）指名されたが、カリフォルニア州立大学チコ校へ進学した。

### プロ入りとパドレス傘下時代
2002年9月25日にサンディエゴ・パドレスと契約した。
2003年はA級フォートウェイン・ウィザーズで45試合に登板し、1勝3敗25セーブ・防御率2.06だった。
2004年はA+級レイクエルシノア・ストームで50試合に登板し、2勝1敗23セーブ・防御率1.63だった。8月にAA級モービル・ベイベアーズへ昇格。8試合に登板し、1勝1敗・防御率3.68だった。
2005年はAA級モービルで56試合に登板し、3勝5敗27セーブ・防御率2.34だった。
2006年はAA級モービルで57試合に登板し、7勝4敗27セーブ・防御率2.48だった。9月にAAA級ポートランド・ビーバーズへ昇格。2試合に登板し、防御率3.00だった。

### レイズ時代
2006年9月15日、同年8月24日に行われたトレードの後日発表選手としてタンパベイ・デビルレイズへ移籍した。
2007年はAA級モンゴメリー・ビスケッツで47試合に登板し、9勝0敗21セーブ・防御率2.26だった。8月にAAA級ダーラム・ブルズへ昇格。8試合に登板し、防御率2.89だった。
2008年はAAA級ダーラムで52試合に登板し、3勝1敗9セーブ・防御率2.77だった。オフの11月20日にレイズとメジャー契約を結び、40人枠入りを果たした。
2009年2月25日にレイズと1年契約に合意し、3月16日にAAA級ダーラムへ異動。5月22日にメジャーへ昇格し、同日のフロリダ・マーリンズ戦でメジャーデビュー。14点リードの7回裏から登板し、3回を3安打1失点に抑え、初セーブを挙げた。5月31日にAAA級ダーラムへ降格したが、7月23日に再昇格。7月27日に再びAAA級ダーラムへ降格したが、9月8日に再昇格した。この年は11試合に登板し、0勝0敗1セーブ・防御率4.61だった。
2010年3月3日にレイズと1年契約に合意し、3月30日にAAA級ダーラムへ異動した。8月6日にメジャーへ昇格。シーズン初登板となった翌日のトロント・ブルージェイズ戦では5回裏から登板。2回を7安打6失点と結果を残せず、試合後にAAA級ダーラムへ降格。8月21日に再昇格したが、登板のないまま8月25日にAAA級ダーラムへ降格した。9月1日に40人枠を外れ、AAA級ダーラムへ降格した。この年は1試合の登板に終わった。オフの11月6日にFAとなった。

### メッツ時代
2011年2月6日にニューヨーク・メッツとマイナー契約を結んだ。AAA級バッファロー・バイソンズで開幕を迎え、5月27日にメッツとメジャー契約を結んだ。6月12日にAAA級バッファローへ降格し、9月9日に再昇格した。この年は11試合に登板し、0勝3敗・防御率3.48だった。オフの10月21日に40人枠を外れ、AAA級バッファローへ降格。10月23日にFAとなった。

### パドレス時代
2011年12月6日にパドレスとマイナー契約を結んだ。
2012年はAAA級ツーソン・パドレスで開幕を迎え、4月26日にパドレスとメジャー契約を結んだ。この年は64試合に登板し、2勝2敗7セーブ・防御率3.43だった。
2013年3月9日にパドレスと1年契約に合意し、開幕ロースター入りした。69試合に登板し、3勝5敗1セーブ・防御率3.32だった。
2014年3月3日にパドレスと1年契約に合意し、2年連続で開幕ロースター入りした。
2015年1月16日に球団と年俸調停を回避し1年契約137万5000ドルで契約を結んだ。8月11日にDFAとなった。

## 詳細情報

### 年度別投手成績
| 年 度     | 球 団     | 登 板 | 先 発 | 完 投 | 完 封 | 無 四 球 | 勝 利 | 敗 戦 | セ 丨 ブ | ホ 丨 ル ド | 勝 率 | 打 者 | 投 球 回 | 被 安 打 | 被 本 塁 打 | 与 四 球 | 敬 遠 | 与 死 球 | 奪 三 振 | 暴 投 | ボ 丨 ク | 失 点 | 自 責 点 | 防 御 率 | W H I P |
| --------- | --------- | ----- | ----- | ----- | ----- | -------- | ----- | ----- | -------- | ----------- | ----- | ----- | -------- | -------- | ----------- | -------- | ----- | -------- | -------- | ----- | -------- | ----- | -------- | -------- | ------- |
| 2009      | TB        | 11    | 0     | 0     | 0     | 0        | 0     | 0     | 1        | 0           | ----  | 59    | 13.2     | 18       | 3           | 1        | 0     | 0        | 8        | 1     | 0        | 9     | 7        | 4.61     | 1.39    |
| 2010      | TB        | 1     | 0     | 0     | 0     | 0        | 0     | 0     | 0        | 0           | ----  | 13    | 2.0      | 7        | 1           | 0        | 0     | 0        | 2        | 0     | 0        | 6     | 6        | 27.00    | 3.50    |
| 2011      | NYM       | 11    | 0     | 0     | 0     | 0        | 0     | 3     | 0        | 0           | .000  | 42    | 10.1     | 12       | 0           | 0        | 0     | 0        | 5        | 0     | 0        | 4     | 4        | 3.48     | 1.16    |
| 2012      | SD        | 64    | 0     | 0     | 0     | 0        | 2     | 2     | 7        | 22          | .500  | 235   | 57.2     | 53       | 4           | 12       | 4     | 1        | 47       | 2     | 0        | 24    | 22       | 3.43     | 1.13    |
| 2013      | SD        | 69    | 0     | 0     | 0     | 0        | 3     | 5     | 1        | 18          | .375  | 270   | 65.0     | 59       | 8           | 22       | 2     | 2        | 64       | 2     | 0        | 25    | 24       | 3.32     | 1.25    |
| 2014      | SD        | 70    | 0     | 0     | 0     | 0        | 4     | 5     | 0        | 13          | .444  | 265   | 65.1     | 53       | 9           | 16       | 3     | 2        | 62       | 1     | 0        | 19    | 17       | 2.34     | 1.06    |
| 2015      | SD        | 38    | 0     | 0     | 0     | 0        | 2     | 2     | 0        | 6           | .500  | 158   | 37.2     | 37       | 5           | 15       | 4     | 0        | 25       | 2     | 0        | 17    | 17       | 4.06     | 1.38    |
| 通算：7年 | 通算：7年 | 264   | 0     | 0     | 0     | 0        | 11    | 17    | 9        | 59          | .393  | 1042  | 251.2    | 239      | 30          | 66       | 13    | 5        | 213      | 8     | 0        | 104   | 97       | 3.47     | 1.21    |

- 「-」は記録なし

### 背番号
- 59 (2009年 - 2010年)
- 46 (2011年 - 同年途中)
- 36 (2011年途中 - 同年終了)
- 55 (2012年)
- 33 (2013年 - 2014年)
- 44 (2015年)